# Yabog
Yabog (Yacimientos-Bolivian Gulf) — газопровід, який з'єднує газотранспортні системи Болівії та Аргентини.

## Історія
У кінці 1960-х років у зв'язку з початком розробки значних покладів газу на території Болівії виникли плани спорудження транспортної інфраструктури для поставок до сусідніх країн. Бразилія на той час робила ставку на гідроенергетику, а Аргентина активно розвивала газовий напрямок, базуючись перш за все на власних запасах. Останнє сприяло тому, що для початку поставок було по суті достатньо спорудити газопровід до болівійсько-аргентинського кордону, неподалік від якого знаходився один із центрів газової промисловості Аргентини на півночі провінції Сальта.
Угоду про спорудження трубопроводу підписали у 1968 році болівійська компанія Yacimientos та американська Gulf Oil. Втім, вже наступного року соціальні заворушення в країні призвели до націоналізації активів Gulf Oil новим військовим урядом генерала Альфредо Овандо. Проте це не зупинило ходу проекту,  фінансування для якого зокрема надав Світовий банк. Будівельні роботи розпочались у 1970-му, а за два роки газопровід ввели в експлуатацію.
Довжина системи складає 441 км, діаметр труб 600 мм, річна пропускна здатність — 2,2 млрд м³. Трубопровід починався від родовища Ріо-Гранде в департаменті Санта-Крус та тягнеться до аргентинського Кампо Дюран, де з кінця 1950-х років в процесі розробки однойменного родовища вже спорудили відповідні переробні та транспортні потужності (зокрема, газопровід до столичного району El Gasoducto Norte).
За період до 1999 року (термін завершення довгострокової угоди на постачання газу) до Аргентини по системі Yabog було поставлено біля 50 млрд м³.

## Сучасний стан
На межі 20 та 21 століть внаслідок зростання власного виробництва в Аргентині поставки сюди болівійського блакитного палива стали незначними. Аргентина навіть почала розвивати мережу трубопроводів для експорту свого газу до Чилі, тоді як Болівія приступила до спорудження системи поставок у Бразилію (газопроводи GASBOL та Gasyrg).
Проте вже невдовзі, у 2004-му, Аргентину вразив серйозний дефіцит природного газу. Країна розпочала імпорт ЗПГ, а поставки по Yabog продовжились. Так, у 2010-му болівійський експорт до південного сусіда становив 1,8 млрд м³ у річному еквіваленті. Утім, для подальшого нарощування поставок маршрут Yabog виявився неактуальним, оскільки на відміну від 1970-х років основні родовища Болівії виявились зосередженими не в департаменті Санта-Крус, а безпосередньо у прикордонному з Аргентиною районі. Як наслідок, 2011-го тут проклали новий газопровід GIJA.